# ریزو اوهیرا
ریزو اوهیرا (انگلیسی: Reizo Ohira؛ زادهٔ ۷ مارس ۱۹۳۵) بازیکن بسکتبال اهل ژاپن بود.